# Sebastian Adayanthrath
Mons. Sebastian Adayanthrath (5. dubna 1957, Vaikom) je indický syrsko-malabarský katolický duchovní a biskup Mandyi.

## Život
Narodil se 5. dubna 1957 ve Vaikomu. Základní vzdělání získal na St Joseph’s L.P. School a střední na St. Theresa’s High School. Poté byl přijal do Menšího semináře Nejsvětějšího Srdce. O tři roky později byl poslán do papežského semináře. Na kněze byl vysvěcen 18. prosince 1983 biskupem Sebastianem Mankuzhikarym. Po vysvěcení získal na Jnana-Deepa Vidyapeeth magisterský titul z teologie. Poté působil jako farní kněz a sekretář arcibiskupa Antony Padiyary.
Dne 4. února 2002 jej papež Jan Pavel II. jmenoval pomocným biskupem Ernakulam–Angamaly a titulárním biskupem z Macriana maior. Biskupské svěcení přijal 20. dubna 2002 z rukou kardinála Varkeye Vithayathila a spolusvětiteli byli biskup John Michael Sherlock a biskup Thomas Chakiath.
Dne 30. srpna 2019 byl jmenován eparchiálním biskupem v Mandyi.